# 109e régiment d'infanterie territoriale
Le 109e régiment d'infanterie territoriale est un régiment d'infanterie de l'armée de terre française qui a participé à la Première Guerre mondiale.

## Création et différentes dénominations
Le régiment reçoit son numéro par décret du 19 mars 1875, en prévision de la mobilisation.

## Historique des garnisons, combats et batailles du109eRIT

### Première Guerre mondiale

#### Affectations
- 94e division d'infanterie territoriale d'août à septembre 1914
- 16e corps d'armée  de juin 1915 à juin 1916
- 16e corps d'armée  à partir de juin 1916
- 23e Division d'Infanterie d'août à novembre 1918

## Drapeau
Il porte, cousues en lettres d'or dans ses plis, les inscriptions suivantes :
- Champagne 1915
- Verdun 1916

## Personnages célèbres ayant servi au109eRIT
- Joannès Barbier (1854-1909), photographe[3] ;
- Félicien Challaye (1875-1967), philosophe et journaliste français ;
- René-Maurice Gattefossé (1881-1950), ingénieur chimiste, considéré comme un des pères fondateurs de l'aromathérapie contemporaine.

## Sources et bibliographie
- Historique du 109e régiment d'infanterie territoriale : 1914-1918, Bergerac, Castanet, 1921, 15 p., lire en ligne sur Gallica.